# Grewia retinervis
Grewia retinervis är en malvaväxtart som beskrevs av Karl Ewald Maximilian Burret. Grewia retinervis ingår i släktet Grewia och familjen malvaväxter. Inga underarter finns listade i Catalogue of Life.